# Пршедмости

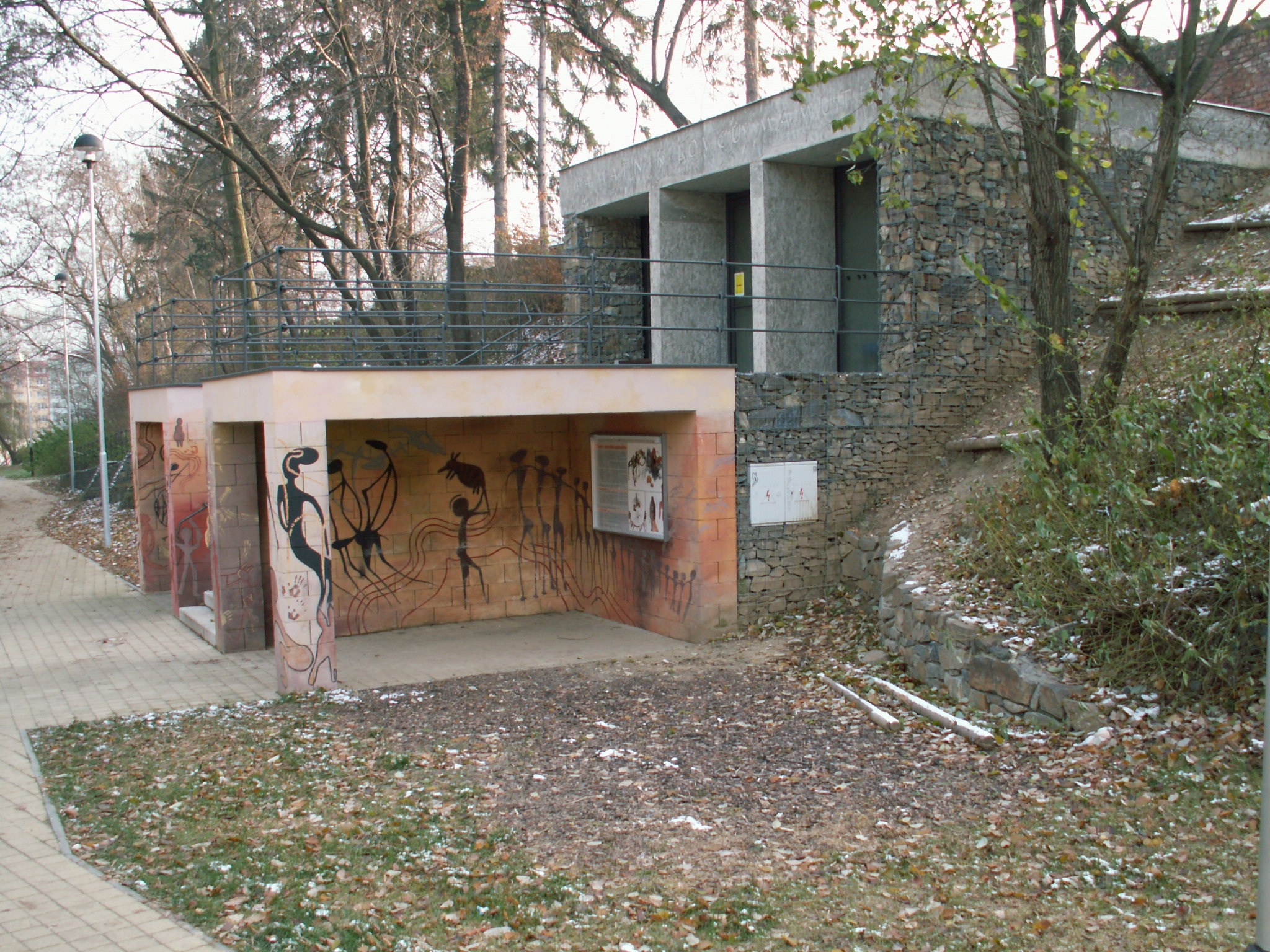
Памятник охотникам на мамонтов из Пршедмости в Пршерове

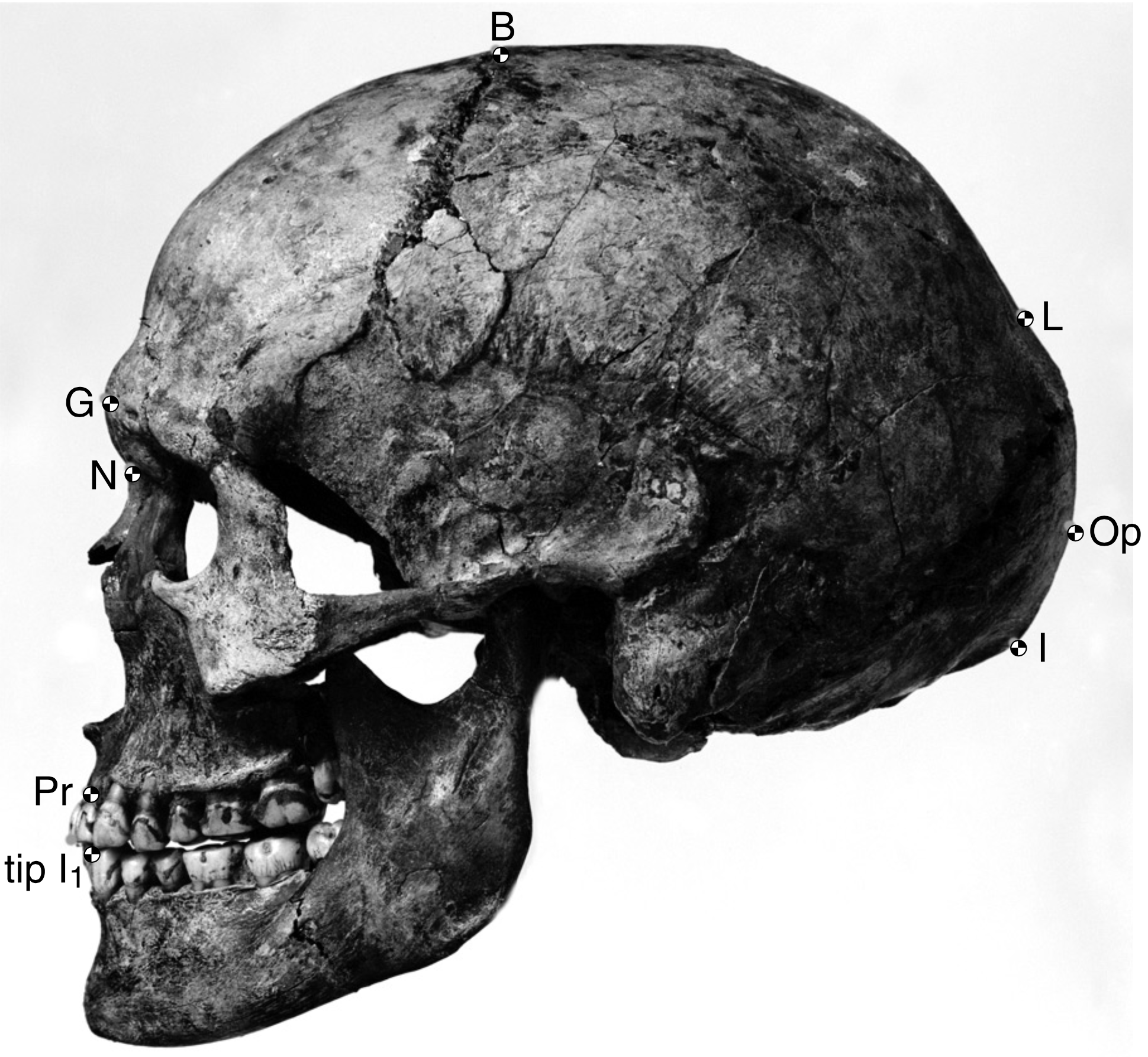
Череп Předmostí 9

Пршедмости  (чеш. Předmostí, нем. Przedmost) — археологический памятник в районе Пршеров Оломоуцкого края Моравии. Находится близ города Пршеров на востоке Чешской Республики на холме возле одноимённой деревни.
Первые научные раскопки здесь проводил Йиндржих Ванкель в 1880 году, когда были найдены ок. пятидесяти зубов мамонтов и одна челюсть человека. 18 мая 1894 года обнаружили нижнюю челюсть человека и несколько плечевых костей. С 7 августа по 10 сентября 1894 года было найдено 20 скелетов с большим количеством верхнепалеолитических орудий граветтской культуры (павловьен). Сайт богат на находки доисторических артефактов, особенно предметов искусства (ожерелья, подвески). В культурном слое стоянки найдено огромное количество костей животных, подавляющую часть которых составляют кости мамонтов и незначительную часть — кости волков, лис, зайцев, оленей, медведей и т. д. Кости мамонтов использовались для строительства жилищ и изготовления орудий. Жилища в Пршедмости имеют сходство не с моравскими, а с костёнковскими стоянками.

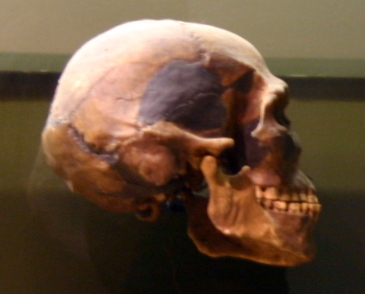
Череп Předmostí 3

Обитатели Пршедмости принадлежали к архаическому типу Homo sapiens sapiens. Мужчины имели рост 180 см, женщины — 160 см. Череп Пршедмости 3 имеет объëм черепа 1580 см³ и принадлежит к морфологической верхнепалеолитической группе, в которую также входят Grotte des Enfants 4, Barma Grande 5, Pavlov 1 и Sunghir 1. Рука Пршедмости 3 похожа на руку среднепалеолитического индивида Схула IV из израильской пещеры Схул.

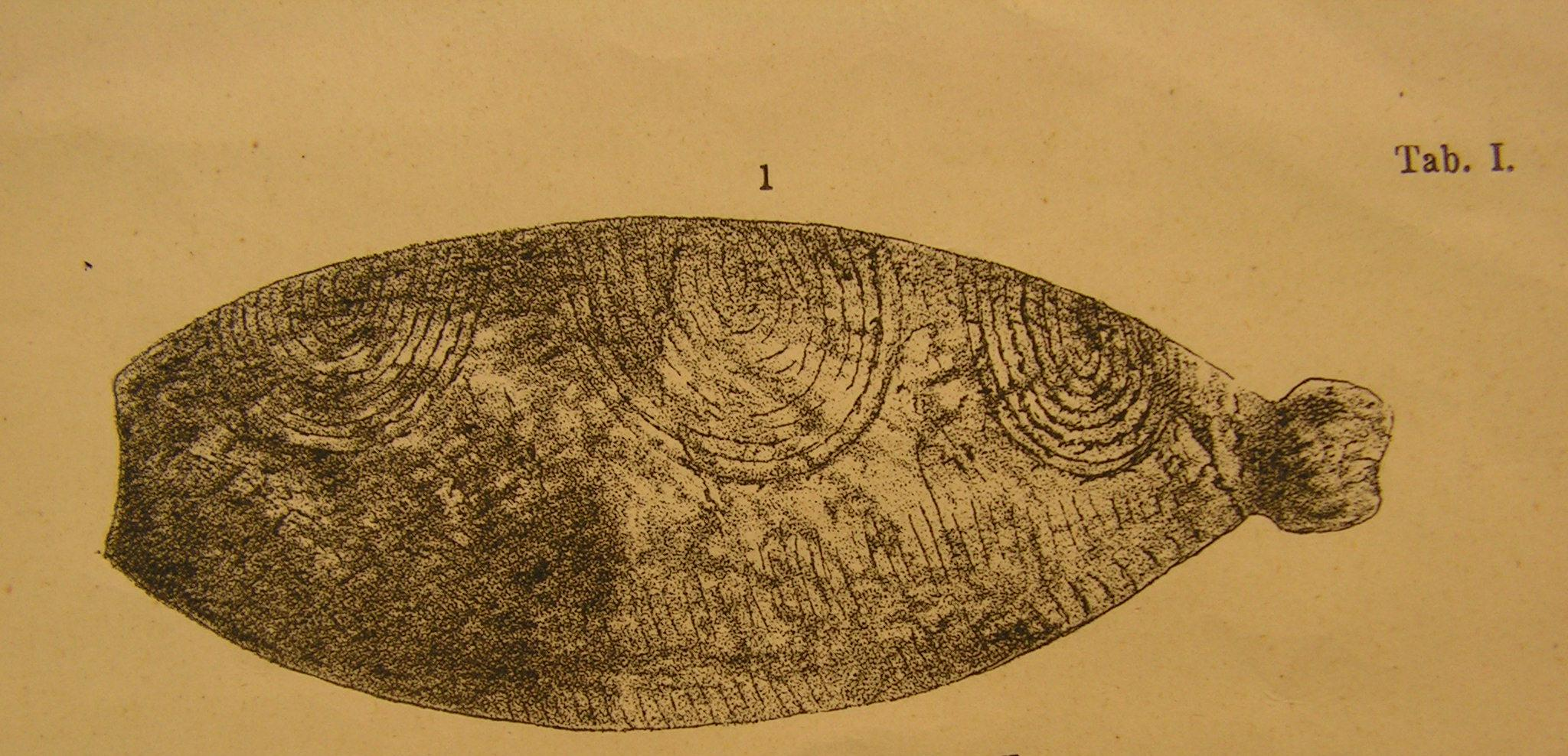
Подвеска из мамонтовой кости с декоративной отделкой из Пршедмости.

В 1952 году были найдены среднепалеолитические мустьерские орудия.
В Пршедмости нет находок эпохи мезолита, но имеются находки культуры линейно-ленточной керамики эпохи неолита, культур шнуровой керамики и колоколовидных кубков эпохи энеолита, унетицкой и лужицкой культур эпохи бронзы. Отсутствуют находки для гальштатского периода (800—400 лет до н. э.), но имеется фрагментарный материал латенской культуры (400—50 лет до н. э.). Также были найдены славянские поселения и захоронения VIII—IX и X—XII веков.
В 1992 году нижний слой был оценён термолюминесцентным методом возрастом 100 тыс. лет. В 1975 году Богуслав Клима методом радиоуглеродного датирования получил для верхнепалеолитического слоя даты 26870 лет и 26320 лет, в 1992 году Дж. Свобода — дату 25040 лет.
В 2011 году Метье Жермонпре из бельгийского Музея естественной истории и её коллеги опубликовали описание трёх черепов, предположительно, домашних палеолитических собак возрастом примерно 31,5 тыс. лет. Они имеют укороченную и более широкую морду, а также увеличенную черепную коробку. Учёные из Университета Арканзаса изучили износ зубов канид возрастом 28,5 тыс. л. н. и пришли к выводу, что в Пшедмости они принадлежали псовым двух типов — волкоподобным собакам и протособакам, имевшим разный рацион питания. В диете протособак было больше костей, которые они подбирали у границ человеческого поселения, в диете же волкоподобных собак было больше мяса. Анализ стабильных изотопов у псовых из Пршедмости, датируемых возрастом 31,5 тыс. л. н., подтвердил адаптацию к двум различным диетическим нишам. Остаётся неясным, действительно ли одна из этих двух разных групп канид является ранним одомашненным волком. Судя изотопному составу костей воронов, найденных на стоянках Павлов, Пршедмости и Дольни-Вестонице, они ели мясо крупных травоядных, что свидетельствует о палеолитическом синантропизме.